# آلکساندر آودئیان
آلکساندر آودئیان (آلمانی: Alexander Awdijan؛ زادهٔ ۲۷ ژوئن ۱۹۷۷) یک بوکسور حرفه‌ای اهل ارمنستان-آلمان است. وی در سال ۲۰۰۷ قهرمان GBU جهان و در سال ۲۰۰۶ قهرمان بین‌المللی آلمان شده‌است.

## آمار حرفه‌ای بوکس
| خلاصه بوکس حرفه‌ای |        |        |
| ۲۰ مبارزه         | ۱۸ بُرد | ۱ شکست |
| با ناک‌اوت         | ۷      | ۱      |
| با تصمیم داور     | ۱۱     | ۰      |
| تساوی‌ها           | ۱      | ۱      |